# 杏林雙傑
《杏林雙傑》（英語：Medical Center）是一部米高梅電視公司製作的醫療主題電視劇。它從1969年-1976年在CBS播映。

## DVD版本
| 名稱       | 集數 | 輸出日        |
| ---------- | ---- | ------------- |
| 第一季全部 | 26   | 2011年7月12日 |
| 第二季全部 | 24   | 2012年9月18日 |
| 第三季全部 | 24   | 2013年6月25日 |
| 第四季全部 | 24   | 2014年3月18日 |
| 第五季全部 | 24   | 2014年7月15日 |
| 第六季全部 | 24   |               |
| 第七季全部 | 24   |               |

## 外部連結
- 互联网电影数据库（IMDb）上《Medical Center》的资料（英文）